# 平车

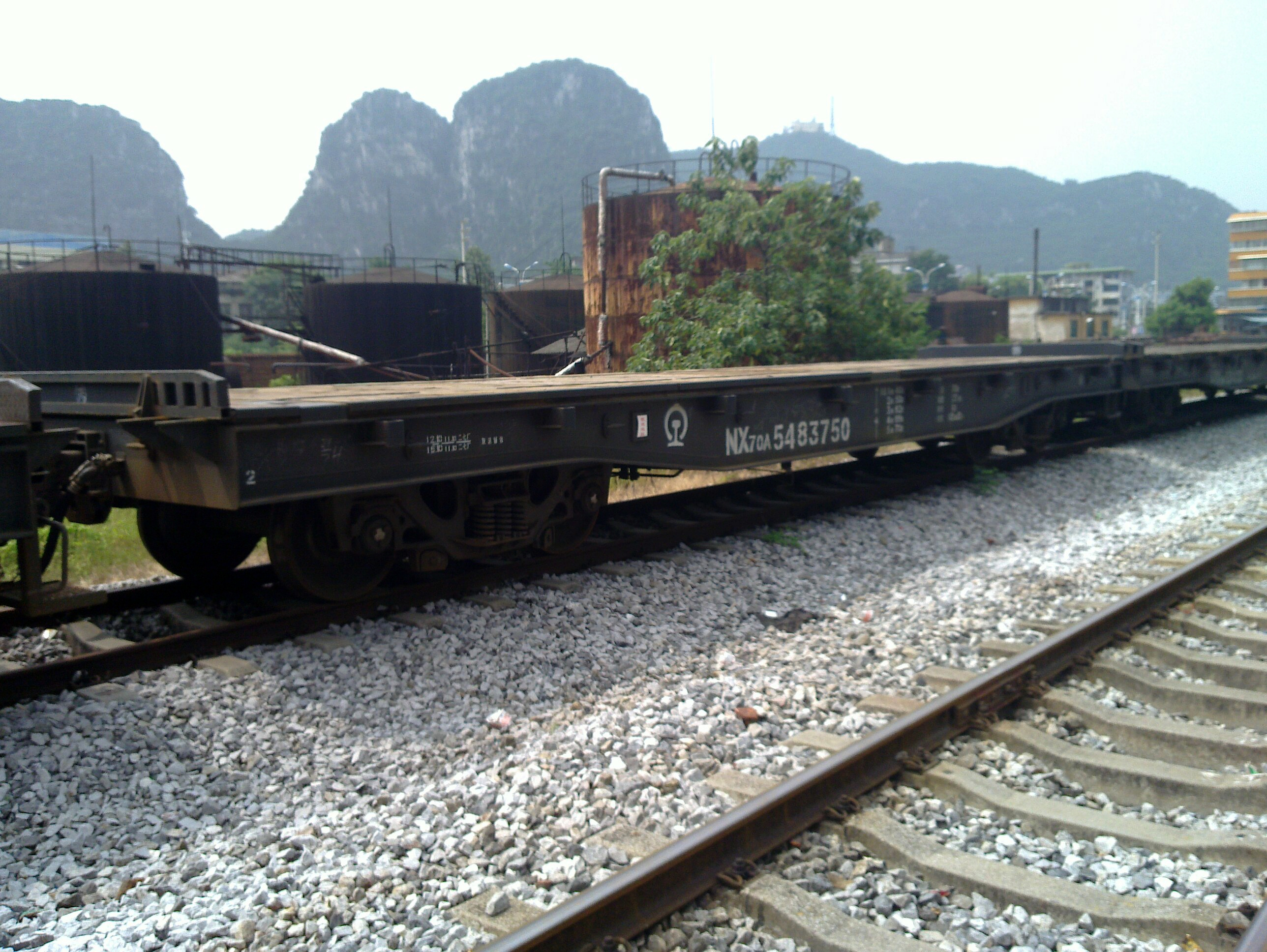
中国铁路NX70系列平车

平车（flat wagon，flatcar）是只有地板没有侧壁和车顶的铁路车辆，是货车的一种。平车可分为通用平车和专用平车。

## 特点
平车用来运输敞车等其他车辆不能运送的超大超重货物，也经常用于集装箱及公路車輛运输。
大部分平车车体为一平板，主要用于运送钢材、木材、汽车、机械设备等体积或重量较大的货物，也可以借助集装箱运送其他货物。有的平车装有活动墙板，这种平车也可用来装运矿石、沙土、石砟等散粒货物。

## 亞洲

### 中国大陆
中国铁路货车基本型号用“N”表示平车、“NX”表示平车及集装箱合造车、“X”表示集装箱专用平车、“D”表示长大货物用平车。
2015年1月，全路平车5.7万辆，占货车总数的8%。其中通用平车1.16万辆，共用平车2.3万辆，集装箱专用平车2.2万辆。

#### 型号

##### 通用平车型号
- 中国铁路N1型平车1950年设计，1951年生产，载重30吨。
- 中国铁路N4型平车1952年设计生产，载重40吨。
- 中国铁路N5型平车1952年设计生产，载重50吨。
- 中国铁路N6型平车1952年设计生产，载重60吨
- 中国铁路N12型平车1956年设计生产，载重60吨
- 中国铁路N16型平车1966年设计生产，载重65吨，至1971年共产近万辆。
- 中国铁路N17型平车1970年设计生产，载重60吨。共生产约7000辆。1988年推出N17G。1992年推出N17A
- 中国铁路N60型平车1955年针对N6的改型
- 中国铁路N16型平车
- 中国铁路N17系列平车

##### 平车及集装箱合造车型号
- 中国铁路NX17系列平车： 二七车辆厂1998年设计NX17A，1999年设计NX17B。
- 中国铁路NX70系列平车：二七车辆厂2004年设计。载重70吨。
- 中国铁路NX80系列平车：二七车辆厂2011年设计。载重80吨。

##### 集装箱专用平车型号
- 中国铁路X1K型集装箱专用平车

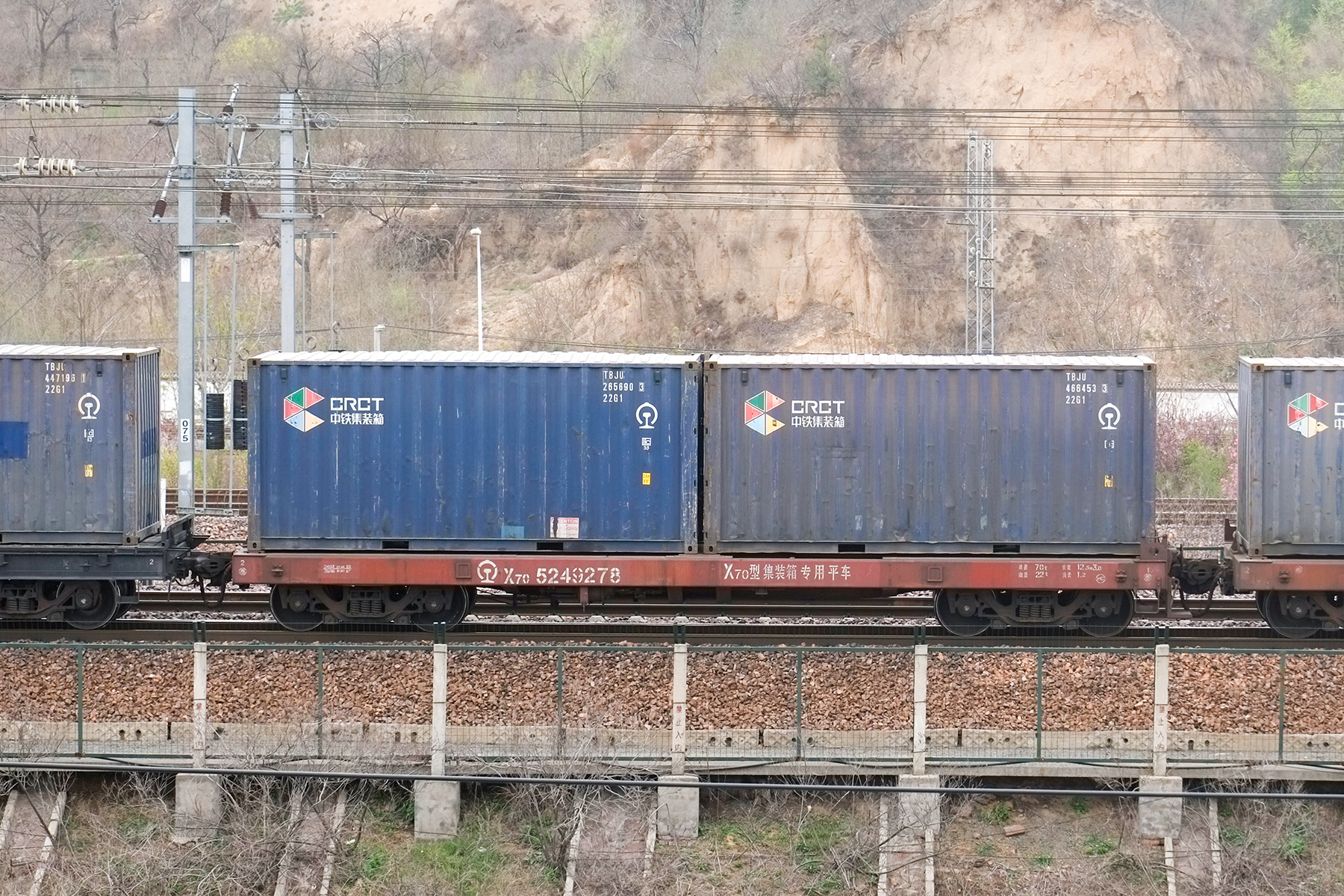
运载集装箱的X70型集装箱专用平车

- 中国铁路X2型双层集装箱专用平车：2004年研制。
- 中国铁路X3型集装箱专用平车：齐齐哈尔车辆厂开发3x20ft的X3TEU集装箱专用平车，1995年5月末完成工程图设计，样车于8月中旬落成。定型为X3K型集装箱专用平车，但该车由于某些原因，未能大范围推广应用。
- 中国铁路X4型集装箱专用平车：1980年研制了载重量为40t的第一代NJ4A型集装箱专用平车，因没有充分利用机车车辆限界空间，盲目采用了ISO标准系列，从而浪费了大量铁路运输能力。1988年12月起车型改为X4A型。2005年8月初，齐车公司完成了70t级3x20ft集装箱专用平车的方案设计，10月完成了样车试制，12月样车通过了部级审查，定型为X4K型集装箱专用平车。
- 中国铁路X6型集装箱专用平车：1986年9月开始设计载重量为60t的第二代NJ6A型集装箱专用平车。1988年6月1日通过部级鉴定并于同年7月份北京二七车辆厂投入批量生产。1988年12月起车型改为X6A型。X6B、X6C型集装箱专用平车是由二七车辆厂分别于1994、1997年设计。X1K车是由二七车辆厂1999年设计，运行速度120km/h。
- 中国铁路X70型集装箱专用平车

##### 长大平车型号
- 中国铁路D70型长大平车
- 中国铁路T53型特种长大平车

### 臺湾
臺灣鐵路管理局使用「F」表示平車、「GF」表示代用平車、「D」表示大物車。

#### 形式

##### 平車
- 15F200
- 20F300
- 35F1000
- 35F5000
- 35F6000
- 35F20000
- 50F100
- 50F200

##### 代用平車
- 30GF21000
- 35GF6000
- 36GF21000

##### 大物車
- 30D10
- 30D40
- 30D110
- 50D10